# Afrixalus dorsalis
Afrixalus dorsalis é uma espécie de anfíbio da família Hyperoliidae que pode ser encontrada na costa ocidental da África, em países como o Togo, Serra Leoa e República Democrática do Congo. Devido a sua alta adaptabilidade, habita locais com várias vegetações diferentes, como plantações, campos, florestas de galeria e florestas degradadas. Porém não é encontrada em locais sem cobertura vegetal ou florestas primárias. Seus ovos são depositados em folhas dobradas sobre corpos d'água, e quando há a eclosão, os girinos caem e terminam sua metamorfose no corpo d'água.